# Vilim Tičić
Vilim Tičić (13. prosinca 1927. - 14. svibnja 2015.) je hrvatski rukometni trener. Jedan je od utemeljitelja rukometa u Virovitici i hrvatskog rukometa općenito. Bio je reprezentativac Jugoslavije.Nekoliko je puta bio izbornikom hrvatske rukometne reprezentacije.
Mlade je rukometaše i rukometašice vodi od 1948. godine. Te je godine prof. Tičić došao raditi u gimnaziju u Virovitici te pokrenuo rukometnu školu. Iduće je godine utemeljio rukometni klub koji je djelovao pri gimnaziji. Klub se prvo zvao Mladost, a 1950. klub je dobio ime Lokomotiva. Taj je klub kojem je Tičić postavio temelje 1990-ih postao višestrukim školskim prvakinjama Hrvatske, sudionicama svjetskog prvenstva srednjih škola a 2002. i svjetskim prvakinjama (trener Darko Međimorec), zbog čega je virovitička gimnazija dobila državnu nagradu Franjo Bučar. Iz rukometnog susreta 1954. kojem je cilj bila promidžba rukometa proizašlo je stvaranje muške rukometne sekcije pri virotivičkoj gimnaziji Ivo Marinković. Tičić je bio igračem na tom susretu.
Vodio je jugoslavensku žensku reprezentaciju do naslova prvakinja na svjetskom prvenstvu 1973. kojem je Jugoslavija bila domaćin. S Trešnjevkom je osvojio Kup IHF 1982. godine. Osim toga, osvojio je s istom reprezentacijom još dva srebra i broncu. Ukupno je žensku reprezentaciju vodio od 1954. do 1974. godine.
Bio je voditeljem poznate Zagrebačke rukometne škole u koju su iz raznih klubova bili dolazili mladi igrači radi usavršavanja svog znanja. Škola se održavala u zagrebačkoj dvorani Kutiji šibica. Osim njega, u zagrebačkoj rukometnoj školi djelovali su Rudolf Carek, Zlatko Savnik i ini.
Vodio je igrače i igračice Borca, Medveščaka (kup 1970.), Lokomotive iz Virovitice (prvak 1955. i 1958.), Podravke(1978. – 1978./79., 1983./84., 1984./85.), Trešnjevke, Zagreba, rukometašica Beograda (kup 1962. i 1963.), Partizana iz Beograda i drugih. 
1977./78. je s Podravkom bio doprvak Druge lige – Sjever.
S njime na čelu stručnog stožera sezone 1978./79. ŽRK Podravka je bila prva u Drugoj ligi – Sjever, no nije se plasirala u 1. ligu, nego tek sezone 1979./80. U Podravku se je vratio sezone 1983./84. s kojom je bio doprvak Druge lige – Sjever, a 1984./85. je s Podravkom bio četvrti.